# Cheirocratus sundevallii
Cheirocratus sundevallii är en kräftdjursart som först beskrevs av Martin Heinrich Rathke 1843. Enligt Catalogue of Life ingår Cheirocratus sundevallii i släktet Cheirocratus och familjen Gammaridae, men enligt Dyntaxa är tillhörigheten istället släktet Cheirocratus och familjen Melitidae. Arten är reproducerande i Sverige. Inga underarter finns listade i Catalogue of Life.